# Società Italiana Traforo del Gran San Bernardo
Sitrasb - Società Italiana Traforo del Gran San Bernardo SpA. è una azienda italiana che opera nel settore della gestione in concessione di tratti autostradali. È stata costituita nel 1957 ad Aosta.
Gestisce il 50% (12.8 km) del Traforo del Gran San Bernardo, che collega Italia e Svizzera e il raccordo autostradale di accesso. L'altra metà del tunnel è gestita da TGSB SA.
I 12.8 km in gestione le hanno fruttato nel 2008 6.9 milioni di ricavi autostradali.

## Dati societari
- Ragione sociale: Società Italiana Traforo Gran San Bernardo - S.I.TRA.S.B. S.p.A.
- Sede societaria: Località Pra-Gentor - Saint-Rhémy-en-Bosses
- Codice Fiscale e Registro imprese Aosta: 00508120011
- Capitale sociale: 11.000.000 di euro
- Presidente: Silvano Meroi
- Logo Sitrasb (JPG) [collegamento interrotto], su ata.it.

## Principali azionisti
- Regione Autonoma Valle d' Aosta: 63.50%
- Società Autostrade Valdostane S.p.A.: 36.50%